# Nürtingen
Nürtingen är en stad vid floden Neckar i delstaten Baden-Württemberg i västra Tyskland. Folkmängden uppgår till cirka 41 000 invånare. Nürtingen ligger ett par mil från Stuttgart.
Kommunen ingår i kommunalförbundet Stadt Nürtingen tillsammans med kommunerna Frickenhausen, Großbettlingen, Oberboihingen och Unterensingen.

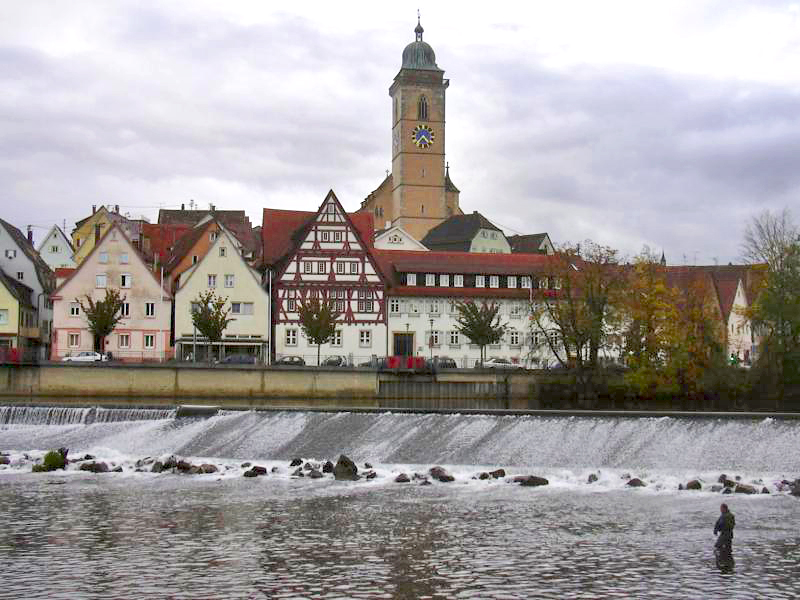
Gamla staden, Nürtingen
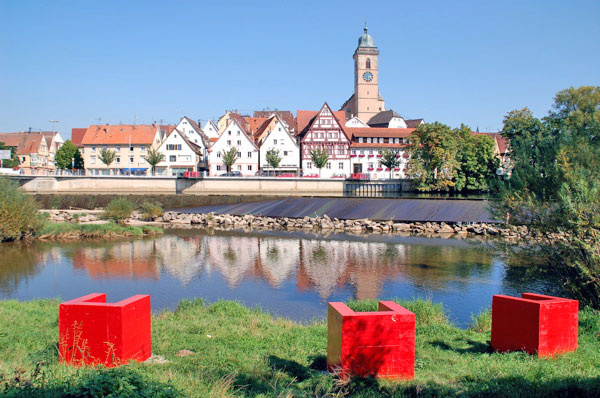
Nürtingen sommartid, med Laurentiuskyrkan